# 社 (真庭市)
社（やしろ）は、岡山県真庭市の旧湯原町にある中山間地域である。郵便番号は、717-0404。

## 沿革
社地域は、竹の花・本谷・田井荒田・宇和佐・牧原から成る。もともと社村だったが、1889年（明治22年）町村制施行の折、湯本村近隣の田羽根村、下湯原村、釘貫小川村、都喜足村、久見村、三世七原村とともに合併して、神湯村となった。さらに1904年（明治37年）湯原温泉街の旭川西側の八幡村と合併して湯原村となり、1940年（昭和15年）には、湯原町となる。2005年（平成17年）平成の大合併の折、真庭市となる。

## 歴史
864年（貞観6年）社地域の神々、長田神・兎上神・佐原神（佐波良）・形売神（形部）・壱粟神・横見神・久止神（久刀）が、従五位上に叙される。その後、平安時代に編纂された『延喜式』巻9と巻10の「延喜式神名帳」に、式内社として佐波良神社・形部神社・長田神社・兎上神社・壱粟神社・大笹神社・久刀神社・横見神社の8神が記載されている。そのためこの8神を総称して通称「式内八社」と呼ばれている。しかし、式内八社という呼称は歴史資料になく、仁和寺の文書にある「布施社」と呼ばれていたのではないかとする説もある。
1128年（大治3年）平正頼より伊賀法橋に布施社を譲渡している。伊賀法橋は京の仁和寺を示す随御室であり、これにより布施社は仁和寺領になる。また、年貢を運ぶ道のことを仁和小路と呼ばれるようになる。
1186年（文治2年）治承寿永の内乱の影響により、仁和寺への年貢や人事権を平氏勢力が奪取。社地域の神職や民家が被害を受けている。平氏が没落し、源氏が台頭した後も社地域の混乱は続いた。
1400年（応永7年）富美庄の領主、相国寺が布施社の年貢を奪われる事件が起こる。訴えるも相国寺の開基は足利義満。室町幕府の支持があったため、訴えは退けられた。その後、仁和寺の史料に布施社は出てこなくなる。応仁文明の乱により京都が混乱、仁和寺も打撃を受けたことが影響しているのではないかとする説もある。
1562年（永禄5年）「社村之内末吉名」にはじめて社村の名前が登場する。その頃、尼子氏勢力の三浦氏の世話役として台頭した美甘氏が、布施領主となる。美甘氏は社地域の軍事、経済だけではなく、宗教も掌握していたのではないかとされ、八社の祭礼を仁和寺に代わって受け継いでいた。
1621年（元和7年）狩谷氏が社村に移住。製鉄業と関わりのある商人とされ、社地域でのたたらとの関係性は不明だが、後に社地域はたたらが盛んに行われている。狩谷氏は庄屋として金貸しも展開。その後、養蚕にも力を入れ、大正時代に「社養蚕組合」を結成している。

### 合併後
式内八社ボランティアガイドを有志で開始。2016年（平成28年）大晦日、通りに竹灯籠を置くイベント「やしろ竹あかり」を実施。翌年には「やしろ式内八社の里の米」を販売している。また、2020年（令和2年）生活の足として、グリーンスローモビリティの実証運行を実施している。

## 式内八社
- 佐波良神社・形部神社-式内社のうち、2社がひとつの社殿に祀られたもの。祭神はそれぞれ「佐波良命」、「神阿多津姫命」と言われている。社格では高位にあたる県社に指定されていた[1]。境内には樹齢千年を数える巨樹「佐波良の大杉」があり、NHK大河ドラマ「武蔵」のロケ地にもなっている。
- 二宮（長田神社・兎上神社・壱粟神社・大笹神社・久刀神社）-式内社のうち、5社がひとつの社殿に揃っている。祭神はそれぞれ「事代主神」、「弟彦王」、「神大市比売命」・「大佐々神」、「久那止神」と言われている[2]。県社に次ぐ位置づけにより、二宮と呼ばれているという説がある。
- 横見神社-式内社のうちの1社。祭神は「大山津見命」と言われている[2]。

## 産業
湿田が多く、給水が安定していたため、農業が盛んだった。農民だけでなく、領主の水田も存在していたという。また漁撈や水田漁撈も行われていた。農閑期には炭焼きをする者も多かった。1930年代までは養蚕が行われ、また1950年代までは葉煙草の栽培が行われていた。
江戸時代に現在の真庭市北部一帯で広く鉄山経営をしていた庄屋徳山氏が、社地域でたたら製鉄を行い、100年以上続く産業になったとされている。1862年（文久2年）幕藩体制の乱れなどから、徳山氏が撤退。しばらく放置されていたが、戦時中に金屑を軍事利用する動きがあった。

## 観光・文化

### 主な名所・旧跡
- 福圓寺-本山は、仁和寺。真言宗御室派の寺院であり、仁和寺領時代の政所でもあった。また社地域唯一の寺院である。ただ江戸時代末期、火災により仏像や文献資料などが焼失している[1]。
- 大御堂-創建は、1185年（寿永4年）とされるが、定かではない。平安時代に式内社の神宮寺として建立されたとする説もある。この場所で毎年7月、地元住民が集まって大きな数珠をまわす「百万遍数珠回し」が行われている。1948年（昭和23年）から3年ほどかけて茅を葺きなおしたが、現在はトタンが被せられている[1]。2018年に実施された測定で、部材の一部が平安時代後期に伐採されたものであることがわかっている。
- 神集場-祭りの際に、式内八社の各神が一堂に集まる場所とされている。特に毎年10月9日に行われる秋祭りでは、県社（佐波良神社・形部神社）と二宮、横見神社それぞれの神輿が神集場を目指し、祭礼が行われている。
- 八畳岩-高さおよそ6m、周囲およそ37mある巨岩。花崗岩であり、その大きさから八畳岩と呼ばれている[1]。ただ実際には八畳以上の大きさがある。
- 田井城-築城の年は不明。ただ戦国時代の山城だったのではないかとする説がある。遺構の状態や地形から考えて、田井城の東側にある佐波良神社や形部神社を守るための城だと言われている。
- 唐戸の名水-県道56線沿いにある水汲み場。
- 佐波良の大杉-佐波良・形部神社の境内にある県下5番目の巨樹。樹齢は推定900年と言われており、地元からは「千年杉」と呼ばれている。周囲が約8.8m、樹高は約43m。
- 神馬神座跡-本谷の集会所になっているが、昔は神馬という神の使いとされる馬を飼っていた。神馬には青馬が選ばれた。またすぐ近くに神馬を埋葬する神馬塚もある。
- 宝篋印塔-一部が残っているだけだが、南北朝時代のものと考えられている。
- 大草屋敷跡-竹の花地区に住んでいた美甘氏の屋敷跡。大草とは大麻（大きな御幣）のことと考えられ、それを管理していた美甘氏の影響力がうかがえる。大草屋敷跡の裏には阿弥陀堂があり、室町時代から戦国時代にかけての石塔が集中している。ただ大草屋敷跡は現在、田んぼになっている。

### 祭事
- 八社祭礼-4月5日の春祭、10月9日の大祭、11月30日の霜月祭がある。中でも大祭には神輿や子ども神輿が出る。各神輿は祭礼をしながら神集場を目指す[1]。
- 百万遍数珠回し-7月中旬に大御堂で行われる。地元の人たちが集まり、ひとつの大きな数珠をまわしていく。平安時代から続き、過去追善や現在祈祷を目的にしていたとされる。社地域においては五穀豊穣や虫除けの意味が強い。観音像を出し、住職が経典を読み上げる。
- やしろ竹あかり-毎年大晦日に行われ、社地域の竹林から切り出した竹に模様を施し、通りに竹灯籠として並べている。大晦日の夕刻からはじまり、年を跨いで灯されている。

### 特産品
しめ縄、竹細工、餅、米などが特産品としてつくられている。

## おもな施設
- 湯原ダム社口ダム
- 社コミュニティハウス
- タカガワ新湯原カントリー倶楽部
- 湯原温泉森のホテルロシュフォール
- 山のピザ屋ぷらてりーあ